# Сатава
Сатава (фин. Satava) — один из районов города Турку, входящий в территориальный округ Хирвенсало-Какскерта.

## Географическое положение
Район расположен на острове Сатава между островами Хирвенсало и Какскерта. Включает также ряд мелких островов таких как Кулхо и Ярвистенсаари.

## Население
В 2007 году в районе проживало 818 человек. В 2005 году численность населения района составляла 781 человек, из которых дети моложе 15 лет — 18,43 %, а старше 65 лет — 15,75 %. Финским языком в качестве родного владели 94,49 %, шведским — 6,61 %, а другими — 0,90 % населения района.